# Luftwaffe
Luftwaffe (pronunciado /ˈlʊftvafə/ (escucharⓘ), literalmente «Fuerza Aérea» en alemán) es la denominación de la fuerza aérea de la República Federal de Alemania formada en 1924, reorganizada en 1935 y reunificada con la de la República Democrática Alemana en 1990 tras la caída del Muro de Berlín. Es una de las tres armas con las que cuenta la Bundeswehr, es decir, las fuerzas armadas alemanas.

## Orígenes
Después de la Segunda Guerra Mundial, la aviación alemana quedó considerablemente reducida y la aviación militar fue prohibida totalmente cuando la Luftwaffe fue disuelta oficialmente en agosto de 1946 por la Comisión Aliada de Control.

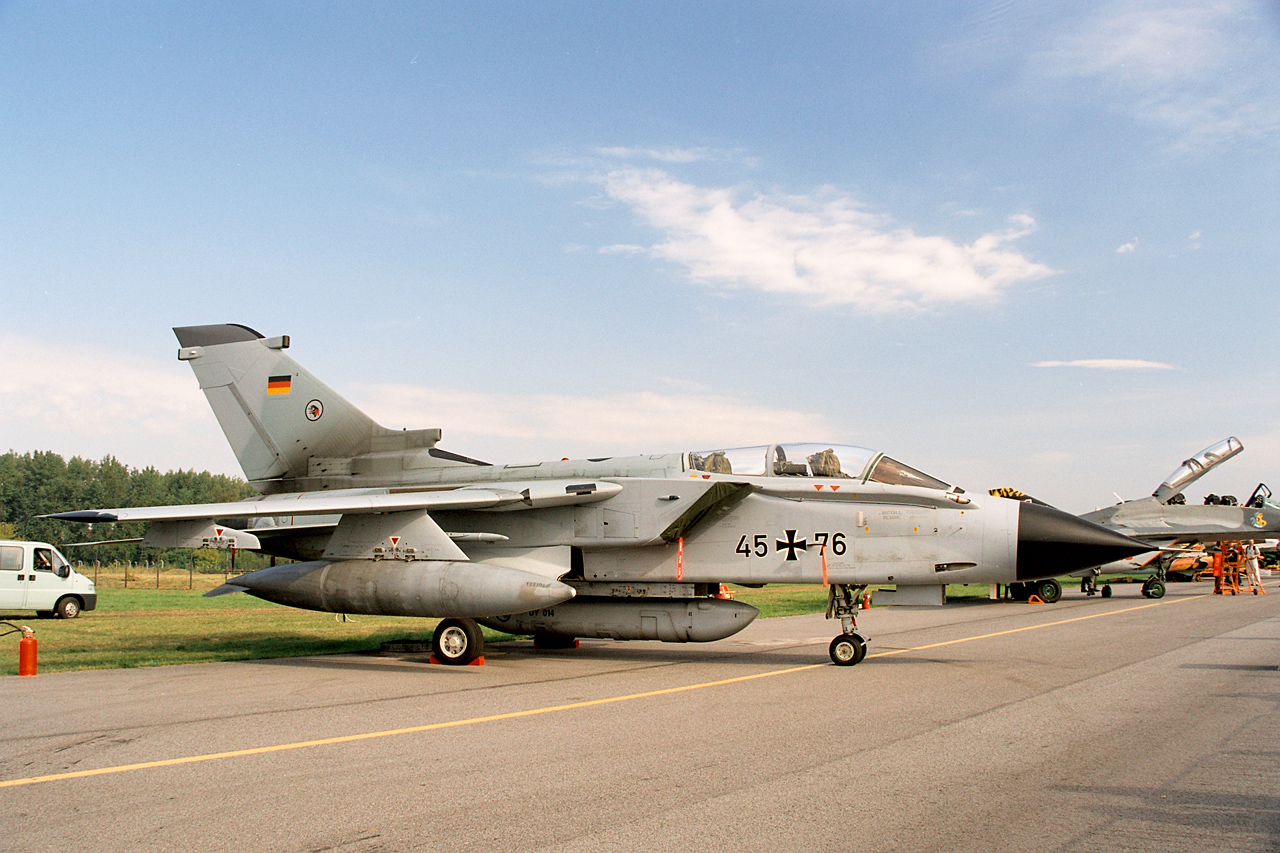
Panavia Tornado.

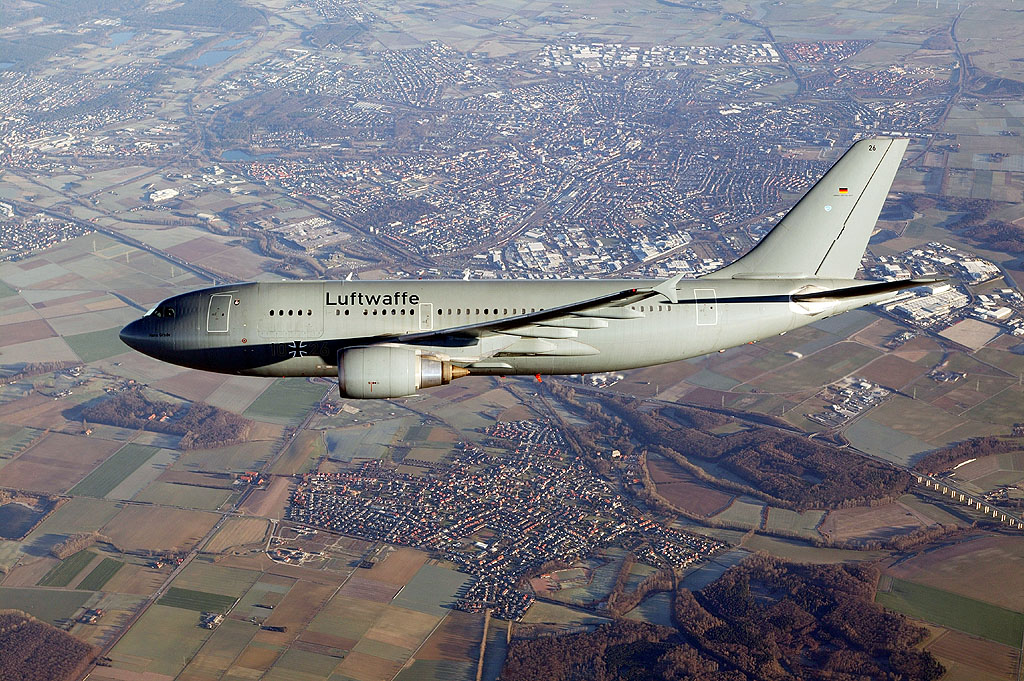
Airbus A310 al servicio de la Luftwaffe

Esto cambió cuando la República Federal de Alemania se adhirió a la OTAN en 1955, pues los aliados occidentales creyeron que Alemania necesitaba ser rearmada ante la amenaza del aumento militar de la URSS y de sus aliados del Pacto de Varsovia.
En las décadas posteriores, la Luftwaffe se fue equipando principalmente con aviones fabricados localmente bajo licencia. La Cruz de Hierro en el fuselaje y la bandera nacional de República Federal de Alemania se podían ver en los terraplenes. Muchos pilotos bien conocidos, que habían luchado con la Luftwaffe en la Segunda Guerra Mundial, se alistaron en la nueva fuerza aérea de la posguerra y fueron grandes instructores en los Estados Unidos antes de volver a la República Federal de Alemania para mejorar el diseño de los aviones. Estos incluyeron a Erich Hartmann* (352 aviones enemigos destruidos), Gerhard Barkhorn (301), Günther Rall (275) y Johannes Steinhoff (176). Steinhoff, que sufrió un derribo en un Messerschmitt Me 262 poco antes del final de la guerra —lo que le dejó cicatrices en la cara y otras partes del cuerpo—, fue designado comandante en jefe de la Luftwaffe, con Rall como su sucesor inmediato. Hartmann se retiró como coronel en 1970. Kammhuber también sirvió con la Luftwaffe de la posguerra, retirándose en 1962 como inspector de la «Bundesluftwaffe».
Durante los años 60, la «crisis de los Lockheed F-104» constituyó un problema político de primer orden, ya que fueron muchos los pilotos de estos Lockheed F-104 que se estrellaron después de haber sido modificados para servir en la Luftwaffe. De un total de 916 unidades adquiridas se perdieron 300 por accidentes. Por ello, el «Starfighter» fue llamado el «fabricante de viudas». Por otra parte, la versión canadiense del F-86 estadounidense SABRE, Canadair Cl-13, gozó de una larga carrera con los escuadrones de caza de la Luftwaffe, puesto que 75 de ellos se incorporaron al servicio después de 1957.
Para comienzos de los 80, la Luftwaffe, se encontraba integrada a la 2ª ATAF y 4ª ATAF (ATAF Allied Tactical Air Force o Fuerza Aérea Táctica Aliada), sus unidades de combate estaban subordinadas al Taktische Luftflotten Kommando (Comando Táctico de la Flota de Combate), y se agrupaban en 4 Divisiones, la 1.ª con sede en Messtetten, la 2.ª en Birkenfeld, la 3.ª en Kalkar, y la 4.ª en Aurich, por esa época los F - 104 fueron reemplazados por los Panavia Tornado.
Los EE. UU. proporcionaron las armas nucleares para el uso en Alemania según los términos de un acuerdo del arsenal nuclear de la OTAN. En el 2005, proporcionaron 60 bombas nucleares tácticas B61, almacenadas en las bases aéreas de Büchel y Ramstein.
Muchos países creen que esto viola los artículos I y II del tratado nuclear de no proliferación.[cita requerida]

## Reunificación
La fuerza aérea alemana del este fue la única entre los países del Pacto de Varsovia en ser equipada a menudo con el avión de combate soviético estándar. La Luftstreitkräfte der NVA gozó de menos autonomía que otras fuerzas aéreas del bloque del Este.

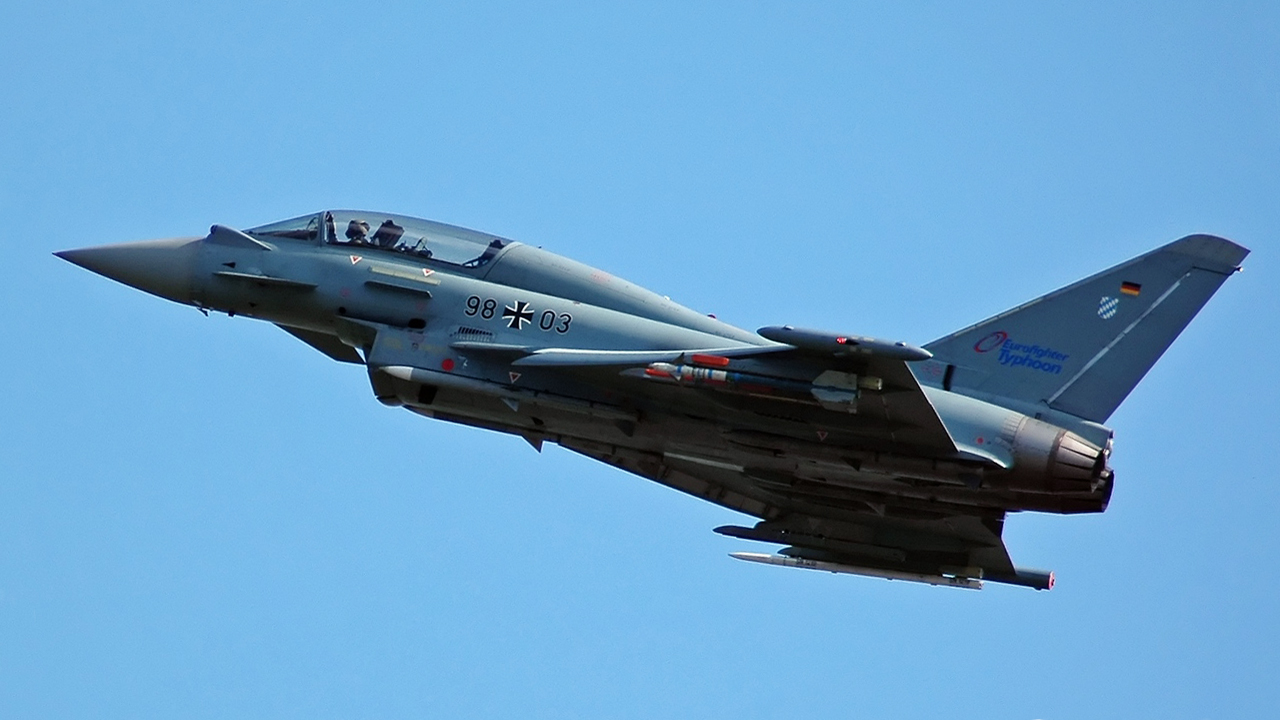
Un Eurofighter Typhoon alemán

Al contrario que la Luftwaffe de la República Federal de Alemania, las marcas ensambladas en el avión reflejaron la identidad del país como perteneciente al bloque comunista. Estas marcas consistieron en un diseño de forma diamantada, en el cual podía estar visto verticalmente orientado tres rayas en negro, rojo y el oro superado por el martillo y el compás. Después de que se reunificaran la República Democrática Alemana y la República Federal de Alemania en octubre de 1990, el control de la Luftstreitkräfte fue asumido por la Alemania Federal unificada, y sus marcas de RDA fueron substituidas por la Cruz de Hierro. Sin embargo, la mayoría de estos fueron vendidos a los nuevos aliados europeos del Este ahora parte de la OTAN, como Polonia y los Estados bálticos. Desde los años 1970, se ha continuado activamente la construcción del avión de combate europeo, tal como el Panavia Tornado y el Eurofighter, para lograr una mayor independencia de los EE UU.